# Parente do Avião
"Parente do Avião" é um single do cantora e compositor brasileiro de axé music Carlinhos Brown com participação de Ivete Sangalo, Margareth Menezes, Daniela Mercury, Claudia Leitte, Luiz Caldas e do guitarrista Armandinho – filho de Osmar Macedo, inventor do trio elétrico – lançada em 2 de janeiro de 2010.

## Composição e lançamento
A canção foi composta e produzida por Carlinhos Brown em homenagem aos 60 anos de existência do trio elétrico, o mais importante veículo do carnaval de Salvador. A canção foi apresentada pela primeira vez em 18 de abril de 2009 ainda em uma versão solo, porém seu lançamento foi adiado na ocasião. Sobre o título da faixa, Carlinhos Brown comentou:
| “ | Depois do avião, o trio é uma das nossas criações mais importantes. Sem dúvida, ambos nos conduzem em viagens para lugares que desejamos. O trio, no entanto, nos leva através das melhores fantasias | ” |

No final de 2009 o cantor teve a ideia de gravar a canção em estúdio com participação com importantes cantores do axé music, convidando Ivete Sangalo, Margareth Menezes, Daniela Mercury, Claudia Leitte, Luiz Caldas e Armandinho, filho de Osmar Macedo, inventor do trio elétrico. Sobre a canção Daniela Mercury declarou:
| “ | É sempre maravilhoso estar ao lado de Brown em suas criações. Ele é nosso grande maestro e um artista espetacular. Sou intérprete de várias de suas canções e em ‘Parente do Avião’ vamos homenagear os 60 anos da nossa escola de samba de rodas, o trio elétrico | ” |

## Promoção
A canção foi apresentada pela primeira vez em 18 de abril de 2009 durante desfile do trio do cantor na Micareta de Feira, ainda em uma versão solo. Nunca aconteceu uma apresentação com todos cantores juntos, sendo que a maioria das performances foram realizadas apenas por Carlinhos Brown e Daniela Mercury juntos. Foi apresentada durante o show anual do cantor, Sarau do Brown.

## Histórico de Lançamento
| País   | Data                 | Formato          |
| ------ | -------------------- | ---------------- |
| Brasil | 2 de janeiro de 2010 | download digital |